# Phước Lợi
Phước Lợi là một xã thuộc huyện Bến Lức, tỉnh Long An, Việt Nam.

## Địa lý
Xã Phước Lợi nằm ở phía đông nam huyện Bến Lức, có vị trí địa lý:
- Phía đông giáp các huyện Cần Giuộc và Cần Đước
- Phía tây và nam giáp huyện Cần Đước
- Phía bắc giáp xã Mỹ Yên và huyện Cần Giuộc.

Xã có diện tích 7,53 km², dân số năm 1999 là 9.888 người, mật độ dân số đạt 1.313 người/km².

## Hành chính
Xã được chia thành 7 ấp: 1, 2, 3A, 3B, 4, 5, Chợ.